# Eriocaulon palustre
Eriocaulon palustre är en gräsväxtart som beskrevs av Salm-dyck och Ernst Gottlieb von Steudel. Eriocaulon palustre ingår i släktet Eriocaulon och familjen Eriocaulaceae. Inga underarter finns listade i Catalogue of Life.